# Drapeau de la Serbie
Le drapeau de la Serbie a été adopté le 11 novembre 2010.

## Description
Le drapeau de la Serbie est un tricolore portant les couleurs panslaves : trois bandes horizontales de taille identique, rouge en haut, bleue au milieu, blanche en bas. Le drapeau d'État officiel porte en prime les armoiries de la Serbie centrées verticalement et placées à gauche au septième de sa longueur.
Le rapport hauteur/longueur est 2:3, chacune des couleurs un tiers de la hauteur. Les couleurs exactes, sont spécifiées à l'article 6 du décret fixant les standard de représentation des couleurs.

### Couleurs du drapeau de la Serbie dans les différents systèmes de couleurs
| Couleur     | Rouge principal | Rouge foncé | Bleu       | Blanc       | Jaune      | Noir      |
| ----------- | --------------- | ----------- | ---------- | ----------- | ---------- | --------- |
| Pantone     | 1797C           | 704C        | 541C       | White       | 143C       | Black     |
| CMYK        | 0-73-69-22      | 0-90-70-30  | 90-46-0-53 | 0-0-0-0     | 4-24-95-0  | 0-0-0-100 |
| RGB         | 199-54-61       | 161-45-46   | 12-64-119  | 255-255-255 | 237-185-45 | 0-0-0     |
| Hexadécimal | #C7363D         | #A12D2E     | #0C4077    | #FFFFFF     | #EDB92E    | #000000   |

## Histoire

### Drapeaux médiévaux
| Drapeau | Date        | Utiliser                                              | Description |
| ------- | ----------- | ----------------------------------------------------- | --- |
|         | 1281        | Reconstruction du drapeau de la Serbie décrit en 1281 | La description la plus vieille d'un drapeau de la Serbie est une description de 1281 du trésor du roi Stefan Vladislav qui était gardée dans la république de Raguse. La description liste vexillum unum de zendato rubeo et blavo - un drapeau de fabrique rouge et bleu. Encore, nous ne connaissons pas le modèle des couleurs ; le drapeau bicolore horizontal montré à droite est quelquefois usé dans des commémorations d'événements médiévaux en Serbie. Parce que Vladislav régna de 1234 à 1243 et mourut après 1264, le drapeau était utilisé plus tôt que quand il était décrit, vers le milieu du XIIIe siècle. |
|         | XIVe siècle | Drapeau du tsar Dusan                                 | Le dessin le plus vieux d'un drapeau de la Serbie est de la carte de 1339 d'Angelino Dulcert. La carte dépeint un numéro de drapeaux, et la Serbie est représentée par un drapeau montré sur Skopje (Skopi) avec le nom Serbie (Seruja) près du mât, qui était caractéristique pour capitales au temps du cartographe. Le drapeau est jaune, avec une aigle à deux têtes en rouge au centre. Il servait comme la base du cerf de la maison Crnojević de Monténégro, qui devint la base pour les drapeaux monténégrins plus tard. |
|         | 1804        | Premier soulèvement serbe                             | Pendant le premier soulèvement serbe, une grande diversité de drapeaux était utilisée. Parmi les premiers drapeaux, celui décrit par Mateja Nenadović pourrait être relié au drapeau actuel : il s'agissait d'un drapeau blanc-rouge-bleu avec trois croix. L'armée régulière du soulèvement avait généralement des drapeaux jaune clair avec divers symboles, alors que les drapeaux du voïvode étaient souvent rouge et blanc, faits en Soie, avec un Aigle à deux têtes noir issu des Armoiries de la Russie. Il y avait aussi des drapeaux d'autres couleurs, dont des rouge et jaune, rouge-blanc-bleu et rouge et bleu. Cette diversité de couleur était accompagnée de divers symboles sur les drapeaux, le plus souvent extraits de la Stématographie de Hristofor Žefarović. Le symbole le plus courant sur les drapeaux était la croix serbe, suivie du blason de Tribalia et diverses autres croix. La plupart des drapeaux ont été créés à Sremski Karlovci par les peintres serbes Stefan, Ilija Gavrilović et Nikola Apostolović. |
|         | 1809        | drapeau militaire                                     | Pendant le premier soulèvement serbe, une grande diversité de drapeaux était utilisée. Parmi les premiers drapeaux, celui décrit par Mateja Nenadović pourrait être relié au drapeau actuel : il s'agissait d'un drapeau blanc-rouge-bleu avec trois croix. L'armée régulière du soulèvement avait généralement des drapeaux jaune clair avec divers symboles, alors que les drapeaux du voïvode étaient souvent rouge et blanc, faits en Soie, avec un Aigle à deux têtes noir issu des Armoiries de la Russie. Il y avait aussi des drapeaux d'autres couleurs, dont des rouge et jaune, rouge-blanc-bleu et rouge et bleu. Cette diversité de couleur était accompagnée de divers symboles sur les drapeaux, le plus souvent extraits de la Stématographie de Hristofor Žefarović. Le symbole le plus courant sur les drapeaux était la croix serbe, suivie du blason de Tribalia et diverses autres croix. La plupart des drapeaux ont été créés à Sremski Karlovci par les peintres serbes Stefan, Ilija Gavrilović et Nikola Apostolović. |
|         | 1811        | drapeau de voivode                                    | Pendant le premier soulèvement serbe, une grande diversité de drapeaux était utilisée. Parmi les premiers drapeaux, celui décrit par Mateja Nenadović pourrait être relié au drapeau actuel : il s'agissait d'un drapeau blanc-rouge-bleu avec trois croix. L'armée régulière du soulèvement avait généralement des drapeaux jaune clair avec divers symboles, alors que les drapeaux du voïvode étaient souvent rouge et blanc, faits en Soie, avec un Aigle à deux têtes noir issu des Armoiries de la Russie. Il y avait aussi des drapeaux d'autres couleurs, dont des rouge et jaune, rouge-blanc-bleu et rouge et bleu. Cette diversité de couleur était accompagnée de divers symboles sur les drapeaux, le plus souvent extraits de la Stématographie de Hristofor Žefarović. Le symbole le plus courant sur les drapeaux était la croix serbe, suivie du blason de Tribalia et diverses autres croix. La plupart des drapeaux ont été créés à Sremski Karlovci par les peintres serbes Stefan, Ilija Gavrilović et Nikola Apostolović. |

### Drapeaux modernes
| Drapeau | Date      | Utiliser                                                                          | Description |
| ------- | --------- | --------------------------------------------------------------------------------- | --- |
|         | 1835–1882 | Principauté de Serbie                                                             | La constitution de Sretenje de 1835 décrit le drapeau de la Serbie comme un drapeau tricolore horizontal de raies rouge, blanc et bleu azur (čelikasto-ugasita). La constitution était critiquée, en particulier par la Russie, et le drapeau fut réparé en ayant similaire au drapeau de la France révolutionnaire, spécifiquement1. Bientôt plus tard, le roi Miloš Ier Obrenović demanda à la Sublime Porte que la nouvelle constitution faut que contenir un article du drapeau et du blason2, et le Firman subséquent (1835) permit les Serbes à user leur propre pavillon qui aurait « une part supérieure de rouge, milieu de bleu, et inférieure de blanc »3, qui est la première apparence des couleurs qui est restée jusqu'à aujourd'hui. Les couleurs sont un revers exact de celles sur le drapeau de la Russie, et les autres histoires populaires existent en Serbie qui cherche à expliquer pourquoi. Un exemple suit4: « Au temps de Karađorđe, une délégation de la Serbie alla à la Russie pour chercher l'aide, et après l'arrivée donna lieu à une célébration. Quand on leur demandait pourquoi ils ne participaient pas à la parade, ils entrèrent à la hâte et tournèrent le drapeau de la Russie à l'envers. Donc, les citoyens remarquèrent que les serbes aient leur drapeau aussi. » |
|         | 1882–1918 | Royaume de Serbie                                                                 | Le royaume de Serbie utilisait le même tricolore avec les grandes armes de Serbie. Le drapeau marchand utilisait quant à lui les petites armes, de façon similaire au drapeau d'État actuel. Pendant la Première Guerre mondiale, on a interdit l'utilisation du drapeau en Serbie occupée. Après la guerre, le royaume de Yougoslavie a été créé. La Serbie n'a pas existé comme une division territoriale en Yougoslavie et n'avait pas de drapeau. |
|         | 1945–1992 | République socialiste de Serbie (république fédérative socialiste de Yougoslavie) | Après la Seconde Guerre mondiale, la Ligue des communistes de Yougoslavie est arrivée au pouvoir en Yougoslavie et l'a divisé en six républiques, dont une était la Serbie. L'Étoile rouge (symbole) a été utilisée sur le milieu du nouveau drapeau de la Serbie, comme c'était le cas avec d'autres drapeaux des Républiques socialistes yougoslaves ainsi que le Drapeau de la Yougoslavie. Le même drapeau a été utilisé comme Drapeau du Monténégro5,6. |
|         | 1991–2004 | République de Serbie au sein de la RF de Yougoslavie                              | Après la dissolution de la Yougoslavie, l'étoile rouge a été enlevée en 1992 du drapeau. Les dimensions officielles étaient 1:2 comme c'était précédemment le cas en ancienne Yougoslavie. |
|         | 2004–2010 | République de Serbie                                                              | |

## Autres drapeaux

Étendard du président de Serbie.
Étendard du président de l'Assemblée nationale de Serbie.
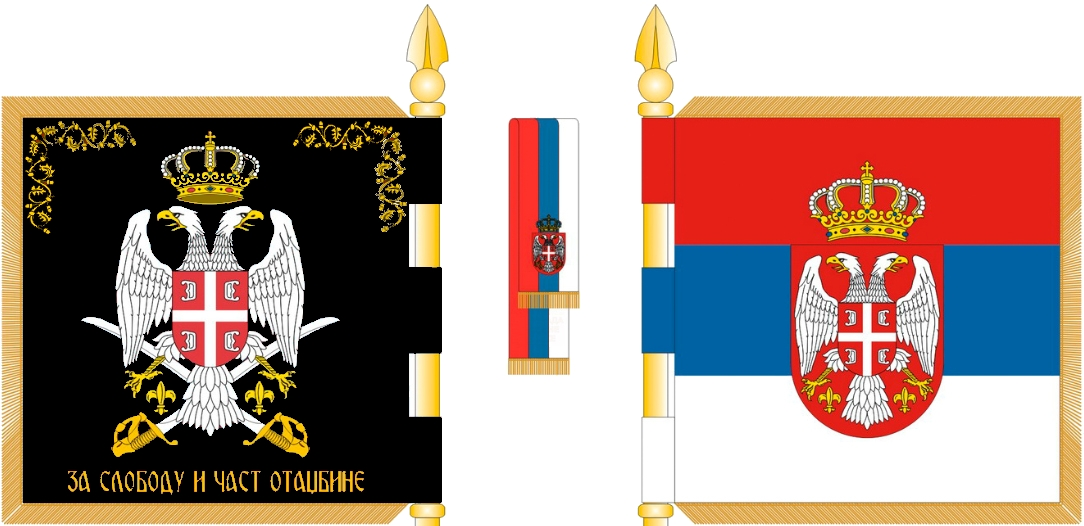
Drapeau de la police militaire serbe.
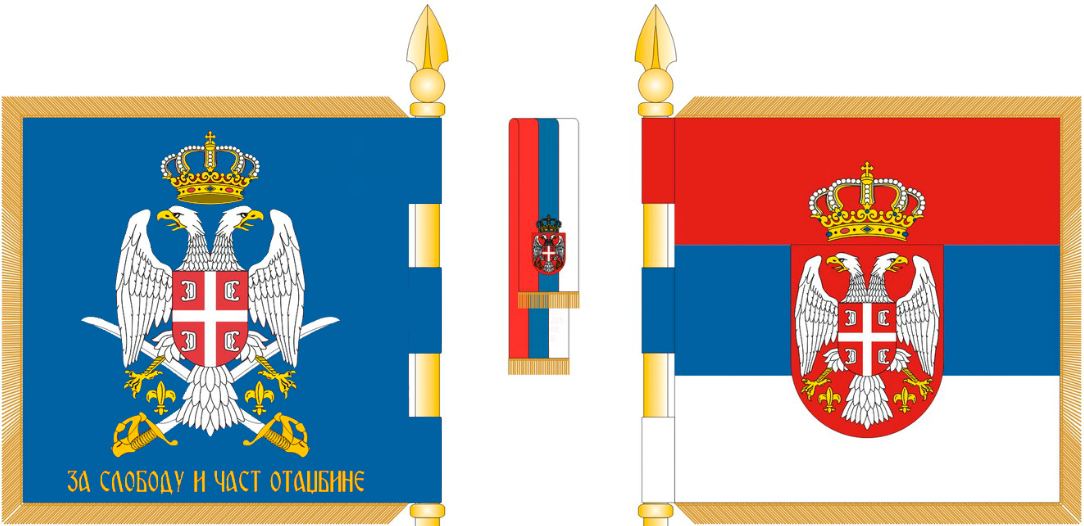
Drapeau des forces d'aviations serbe.
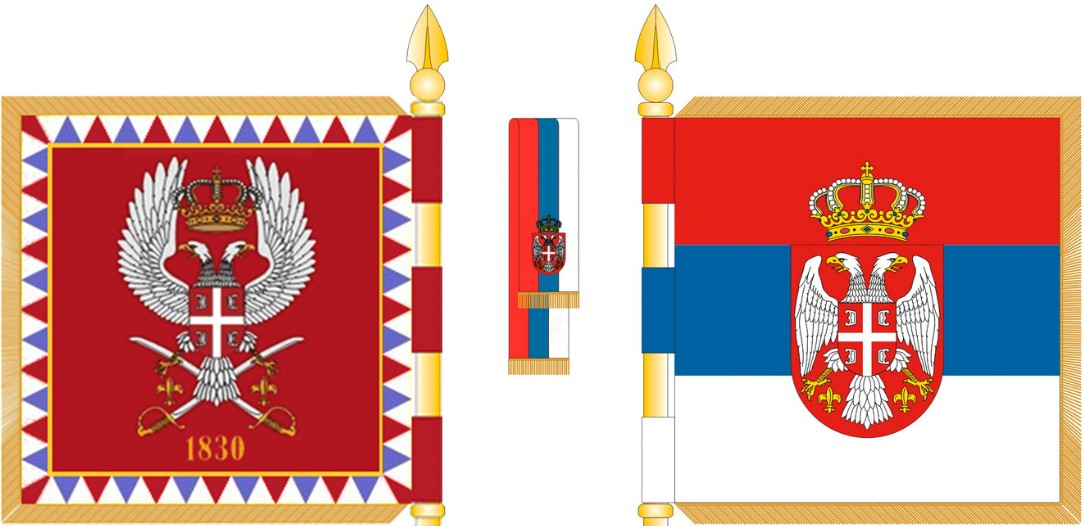
Drapeau de la garde serbe.
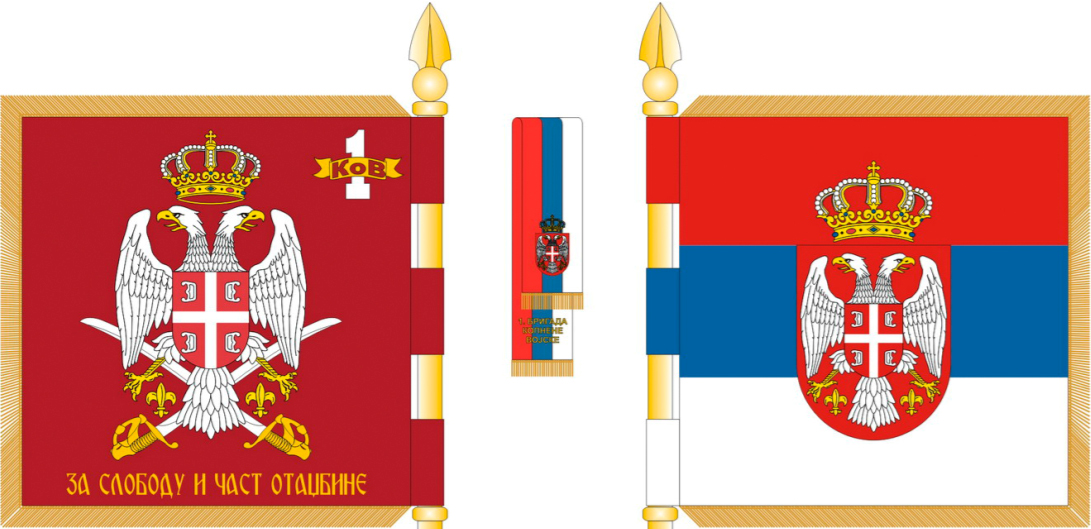
Drapeau des forces terrestres serbe.
Pavillon de la flottille de rivière serbe.

## Adaptations
- La république serbe de Bosnie (partie de la Bosnie-Herzégovine) utilise le même drapeau, sans les armoiries. Cependant, la Cour constitutionnelle de Bosnie-Herzégovine a statué que ce drapeau devait changer en septembre 2006.
- Une ancienne version du drapeau du Monténégro dérive du drapeau serbe, mais avec une nuance de bleu et des proportions différentes.
- L'Église orthodoxe serbe utilise le drapeau de la Serbie avec une proportion de 1:4 (ou plus) et frappé d'une croix serbe.

Drapeau de la république serbe de Bosnie.
Drapeau du Monténégro (1993-2004).
Drapeau de l'Église orthodoxe serbe.

### Sources
- (en) Cet article est partiellement ou en totalité issu de l’article de Wikipédia en anglais intitulé « Flag of Serbia » (voir la liste des auteurs).